# Võ Trọng Hải
Võ Trọng Hải (sinh ngày 20 tháng 2 năm 1968 tại Đức Thọ, Hà Tĩnh) là một chính trị gia người Việt Nam. Ông hiện là Phó Bí thư Tỉnh ủy, Bí thư Ban Cán sự Đảng, Chủ tịch UBND tỉnh Hà Tĩnh.
Ông là Thiếu tướng, nguyên Giám đốc Công an tỉnh Nghệ An, nguyên Giám đốc Công an tỉnh Hà Tĩnh, nguyên Trưởng ban nội chính Tỉnh ủy Hà Tĩnh, nguyên Chỉ huy trưởng Bộ đội Biên phòng tỉnh Hà Tĩnh.

## Tiểu sử
Ông sinh ngày 20 tháng 2 năm 1968, quê quán ở xã Hòa Lạc, huyện Đức Thọ, tỉnh Hà Tĩnh.
Dân tộc Kinh.
Trình độ chính trị: Cao cấp lý luận chính trị.
Trình độ chuyên môn: Sĩ quan chỉ huy - Đại học Biên phòng; Đại học Luật.

## Sự nghiệp
- Tháng 3 năm 1988, ông Võ Trọng Hải nhập ngũ và trở thành chiến sĩ Tiểu đoàn 2, Bộ đội biên phòng Nghệ Tĩnh.
- Tháng 7 năm 1988, Chiến sĩ Đồn biên phòng 161, Bộ đội biên phòng Nghệ Tĩnh.
- Tháng 7 năm 1992, công tác tại Phòng Tham mưu, Bộ chỉ huy Bộ đội Biên phòng Hà Tĩnh
- Tháng 3 năm 1993, Trinh sát Đồn 567, Bộ đội biên phòng Hà Tĩnh
- Tháng 12 năm 1993, Trinh sát viên Đồn 565, Bộ đội biên phòng Hà Tĩnh
- Tháng 1 năm 1995, Tiểu đội trưởng, Tiểu đoàn 19, Bộ đội biên phòng Hà Tĩnh
- Tháng 10 năm 1996, Trinh sát viên Đồn 168, Bộ đội biên phòng Hà Tĩnh
- Tháng 12 năm 1998, Học viên hoàn thiện sĩ quan, trường Đại học biên phòng
- Tháng 1 năm 2000, Đội trưởng Trinh sát Đồn 565, Bộ đội biên phòng Hà Tĩnh
- Tháng 5 năm 2001, Trạm phó Đồn 563, Bộ đội biên phòng Hà Tĩnh
- Tháng 6 năm 2005, Đồn phó kiêm Trạm trưởng Đồn 563, Bộ đội biên phòng Hà Tĩnh
- Tháng 10 năm 2008, Đồn trưởng Đồn Cửa khẩu quốc tế Cầu treo, Bộ đội biên phòng Hà Tĩnh[4]
- Tháng 10 năm 2011, Uỷ viên BCH Đảng bộ, Phó Chỉ huy trưởng nghiệp vụ Bộ đội biên phòng Hà Tĩnh.
- Tháng 5 năm 2013, Uỷ viên BCH Đảng bộ tỉnh, Chỉ huy trưởng Bộ đội biên phòng Hà Tĩnh.
- Ngày 9 tháng 8 năm 2018, ông được Bộ Chính trị bổ nhiệm giữ chức vụ Trưởng ban nội chính tỉnh uỷ Hà Tĩnh.
- Ngày 3 tháng 3 năm 2019, ông được Bộ trưởng Bộ Công an Việt Nam bổ nhiệm giữ chức vụ Giám đốc Công an tỉnh Hà Tĩnh.
- Ngày 8 tháng 6 năm 2020, ông được Bộ trưởng Bộ Công an Việt Nam bổ nhiệm giữ chức vụ Giám đốc Công an tỉnh Nghệ An.
- Ngày 11 tháng 9 năm 2020, thừa ủy quyền của Chủ tịch nước, Đại tướng Tô Lâm - Ủy viên Bộ Chính trị, Bộ trưởng Bộ Công an đã công bố quyết định phong hàm Thiếu tướng cho Đại tá Võ Trọng Hải.[5]
- Sáng 16/4/2021, trao đổi với PV Báo Giao thông, Bí Thư Tỉnh ủy Hà Tĩnh - Hoàng Trung Dũng xác nhận: Ban Chấp hành Trung ương Đảng vừa có Quyết định "Về việc điều động, chỉ định cán bộ".  Theo đó, điều động, chỉ định ông Võ Trọng Hải - Ủy viên Ban Thường vụ Tỉnh ủy, Giám đốc Công an tỉnh Nghệ An tham gia Ban Chấp hành, Ban Thường vụ và giữ chức vụ Phó Bí thư Tỉnh ủy Hà Tĩnh nhiệm kỳ 2020 -2025.
- Chiều 16/4/2021, tại kỳ họp 20 - HĐND tỉnh Hà Tĩnh khóa XVII nhiệm kỳ 2016 - 2021, ông Võ Trọng Hải, Phó Bí thư Tỉnh ủy Hà Tĩnh được giới thiệu bầu giữ chức Chủ tịch UBND tỉnh Hà Tĩnh. Với số phiếu tuyệt đối, ông Võ Trọng Hải được bầu giữ chức Chủ tịch UBND tỉnh Hà Tĩnh, nhiệm kỳ 2016 - 2021.
- Ngày 22 tháng 4 năm 2021,  tại Quyết định 597/QĐ-TTg, Thủ tướng Chính phủ Phạm Minh Chính phê chuẩn kết quả bầu chức vụ Chủ tịch UBND tỉnh Hà Tĩnh nhiệm kỳ 2016-2021 đối với ông Võ Trọng Hải, Phó Bí thư Tỉnh ủy Hà Tĩnh nhiệm kỳ 2020-2025.

## Lịch sử thụ phong quân hàm
| Năm thụ phong | 2011                        | 2016                     | 2019           | 2020                |
| ------------- | --------------------------- | ------------------------ | -------------- | ------------------- |
| Quân hàm      |                             |                          |                |                     |
| Cấp bậc       | Thượng tá Bộ đội Biên phòng | Đại tá Bộ đội Biên phòng | Đại tá Công an | Thiếu tướng Công an |

## Gia đình
Anh trai là Thượng tướng Võ Trọng Việt, nguyên Chủ nhiệm Ủy ban Quốc phòng và An ninh Quốc hội, nguyên Thứ trưởng Bộ Quốc phòng, nguyên Tư lệnh Bộ đội Biên phòng Việt Nam